# Sorra (Fluss)
Der Sorra ist ein Fluss mit 26 km Länge in Italien in der Region Toskana. Er durchläuft die Provinz Siena von Siena aus nach Südosten.

## Verlauf
Der Sorra entspringt im südwestlichen Gemeindegebiet von Siena wenige Meter nordöstlich des Ortsteils Sant’Andrea a Montecchio (273 Höhenmetern) nahe Costafabbri und Costalpino. Von hier aus passiert er den Ort Ginestreto, zieht sich nach Südosten und unterquert die Strada Statale 223 di Paganico. Im Gemeindegebiet von Siena verweilt der Fluss insgesamt 9 km und tritt dann in das von Monteroni d’Arbia ein, wo er insgesamt 17 km verbringt. Südlich dem Ortskern von Monteroni d’Arbia fließt der Sorra südlich und parallel zur Via Cassia (Staatsstraße SS 2, hier verlaufsgleich mit der Via Francigena), unterfließt die Bahnstrecke Siena–Grosseto und mündet bei Ponte d’Arbia (Gemeinde Monteroni d’Arbia, 151 Höhenmetern) als rechter Nebenfluss in den Arbia ein. Hier berührt er zudem kurz das Gemeindegebiet von Buonconvento.

## Bilder

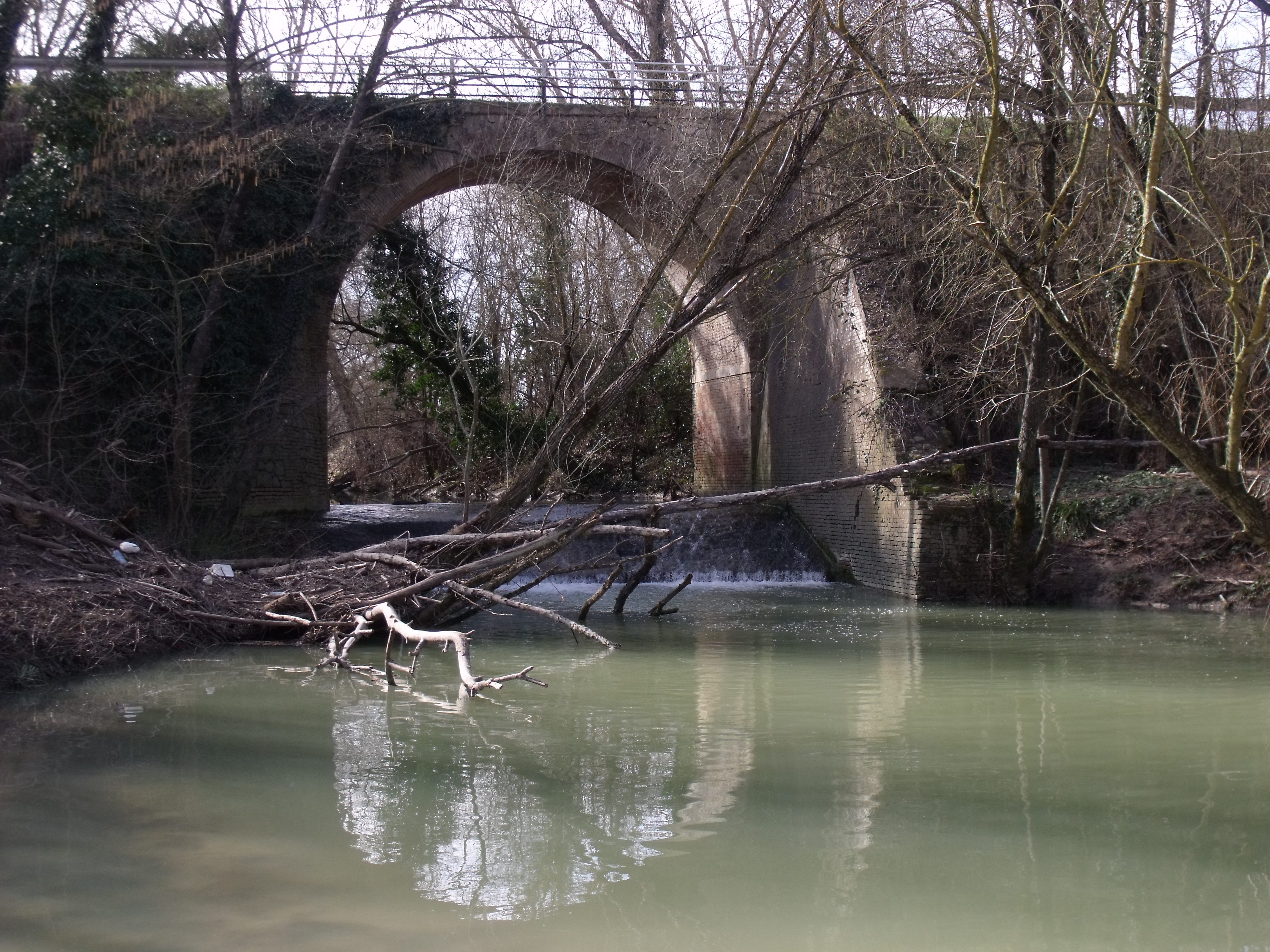
Der Sorra zwischen Siena und Radi (Monteroni d’Arbia)
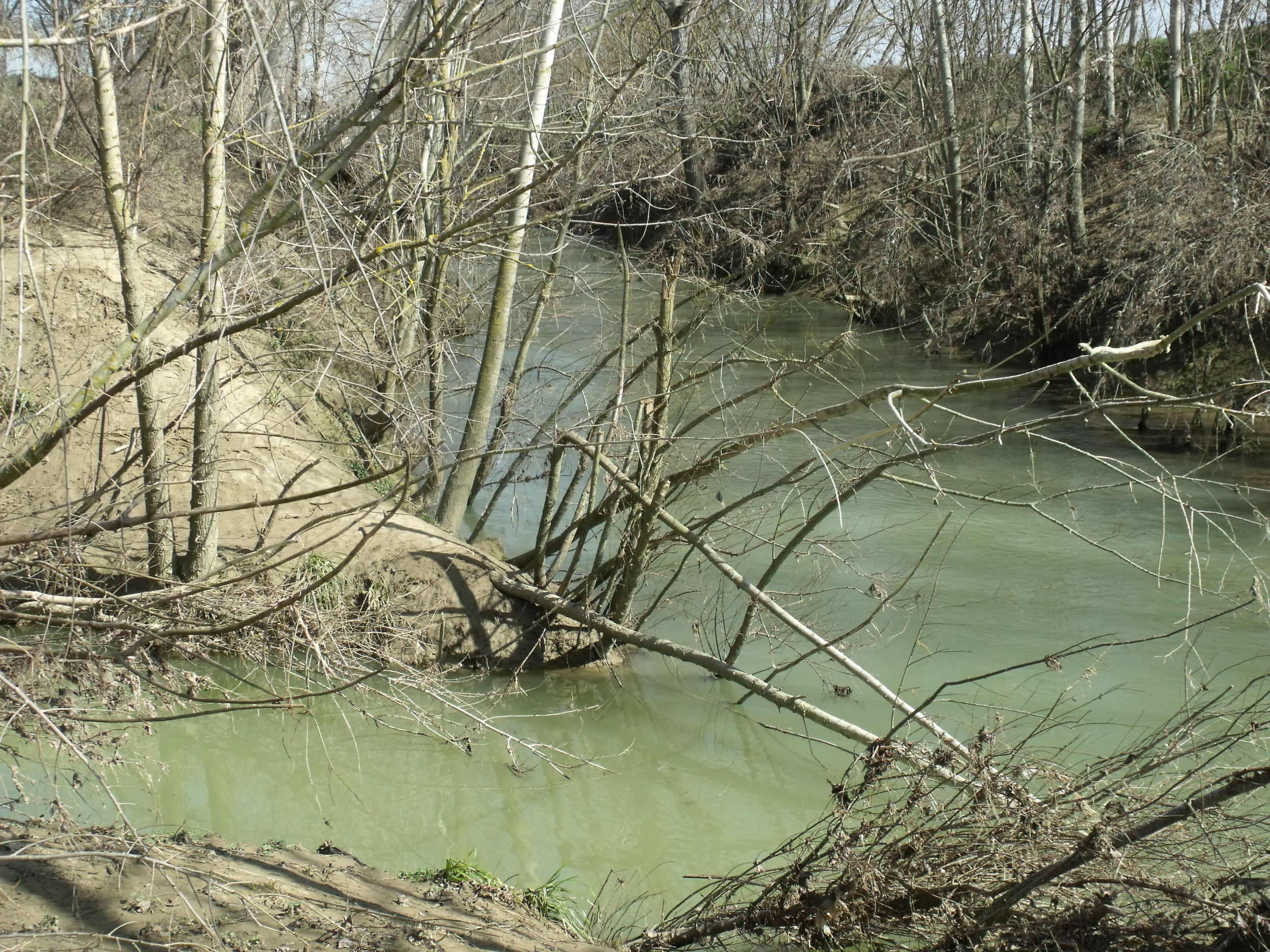
Mündung des Sorra in den Arbia bei Ponte d’Arbia